# Homburg (kapelusz)

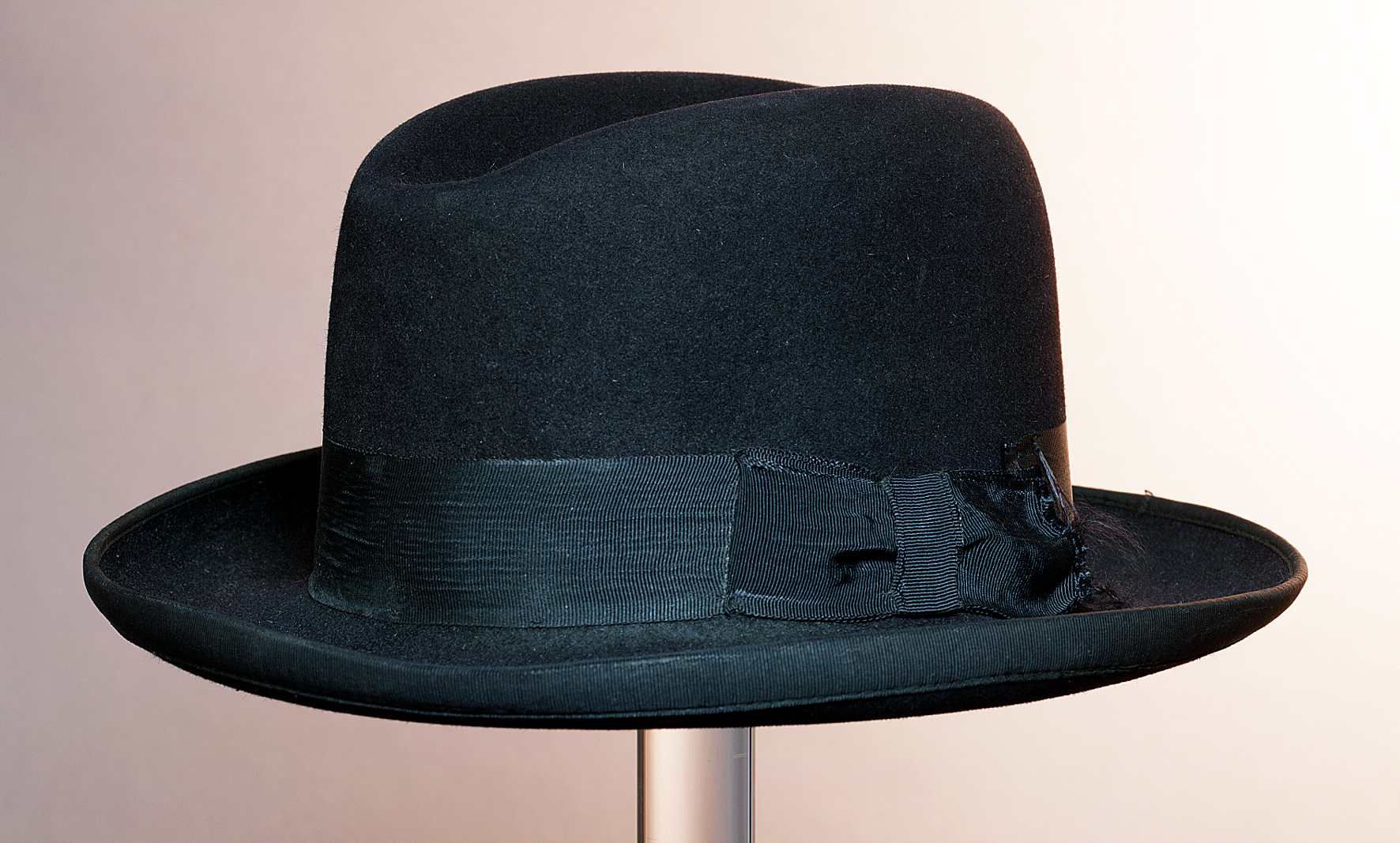
Homburg

Homburg – rodzaj kapelusza, który swoją nazwę przyjął od miasta Bad Homburg w Hesji. 
Jest to miękki kapelusz filcowy podobny do tyrolskiego, przepasany jedwabną taśmą nad nieco podwiniętym niedużym rondem, z charakterystycznym zagłębieniem na środku główki. Popularny stał się w latach 20. XX wieku, chociaż znany był już w latach 80. XIX w. Wygodny, miękki kapelusz zyskał uznanie księcia Walii, późniejszego króla Edwarda VII, który nosił homburga na co dzień, kiedy nie musiał zakładać bardziej oficjalnego cylindra. Edward zobaczył go po raz pierwszy podczas odwiedzin u Wilhelma II w Homburgu. W Anglii ten typ kapelusza kojarzy się z osobą Anthony'ego Edena (Anthony Eden’s hat), uznawanego za mało skutecznego, ale modnie się ubierającego polityka. Nosił go również m.in. kanclerz Konrad Adenauer.
Homburg pasował do trencza i był popularny jeszcze w latach 50. XX stulecia. 
- Kapelusz został upamiętniony w utworze muzycznym zespołu Procol Harum pt. Homburg.
- W Gotisches Haus (dom gotycki) w Homburgu znajduje się Muzeum Kapeluszy (Hutmuseum), z ekspozycją poświęconą m.in. homburgom.
- Charakterystycznym elementem ubioru Stanisława Anioła – gospodarza domu z serialu Alternatywy 4 był kapelusz homburg.